# داریا باریسویچ
داریا باریسویچ (بلاروسی: Дар'я Сяргееўна Барысевіч؛ زادهٔ ۲۷ مهٔ ۱۹۹۰) دونده زن دو نیمه‌استقامت اهل بلاروس است.